# Laingsburg (plaats)
Laingsburg (Nederlands, allebei verouderd: Buffelsrivier, Nassau) is een dorp met 5700 inwoners, in de Zuid-Afrikaanse provincie West-Kaap. Laingsburg behoort tot de fusiegemeente Laingsburg dat onderdeel van het district Sentraal-Karoo is.

## Subplaatsen
Het nationaal instituut voor de statistiek, Stats SA, deelt sinds de census 2011 deze hoofdplaats in in zogenaamde subplaatsen (sub place), c.q. slechts één subplaats:
Laingsburg SP.